# Divers droite
Divers droite (DVD, Nederlands: divers rechts) is de naam die het Franse ministerie van Binnenlandse Zaken aan onafhankelijke politici (ook binnen de regering) geeft die een rechtse koers voeren maar geen lid van een politieke partij zijn. Het is ook de naam van de verzamelde leden van de Nationale Vergadering (Assemblée nationale) of van de Senaat (Sénat) die een rechtse koers voeren, maar daarin geen lid van een fractie zijn. Onafhankelijke volksvertegenwoordigers moeten in Frankrijk sinds 2001 aangeven welke politieke signatuur zij hebben, op een links-rechts politiek spectrum.
Hun tegenhangers zijn politici die divers gauche (DVG, divers links) aangeven te zijn, terwijl de signatuur divers centre (DVC, divers centrum) ook sinds net voor de gemeenteraadsverkiezingen van 2020 bestaat.
Samenstelling per 27 juli 2019 
 De deelnemende partijen met de meeste zetels worden genoemd, alleen de partijen met een enkele zetel binnen de fractie ontbreken.